# Ahmadu Bello
Al-Haji Sir Ahmadu Bello (ur. 1910, zm. 1966) był nigeryjskim politykiem i pierwszym premierem regionu Północna Nigeria w latach 1954-1966.
Obok Abubakara Tafawy Balewy, był jednym z wiodących polityków Północnej Nigerii. Razem z Balewą odegrał znaczącą rolę w negocjacjach dotyczących pozycji regionu w niepodległej Nigerii. W czasie jego przewodnictwa w Północnym Kongresie Ludowym, jego partia wygrała wybory parlamentarne w roku 1959. Bello został zamordowany 15 stycznia 1966 roku.

## Młodość
Ahmadu Bello urodził się 12 czerwca 1910 r. w Rabbah, w stanie Sokoto. Był synem przywódcy dystryktu i dziedzica tronu w emiracie Sokoto. Jego pradziadek, Sułtan Bello, zasłynął jako założyciel Sokoto oraz syn czczonego kalifa Usmana Dana Fodio. Ahmadu Bello odebrał edukację w Szkole Prowincjonalnej w Sokoto (w owym czasie jedynej nowoczesnej szkole w okolicy). Później uczęszczał do Koledżu Kształcenia Nauczycieli w Katsina. Po spędzeniu pięciu lat w Katsima, został oddelegowany przez sułtana do pełnienia funkcji nauczyciela w średniej szkole w Sokoto (jego byłej szkole, która przeszła gruntowną transformację). W roku 1934 Bello został przywódcą dystryktu Rabbah, a cztery lata później awansowano go na burmistrza miasta Gusau. W 1938 roku bez powodzenia ubiegał się o urząd sułtana Sokoto. Nowy sułtan wkrótce przyznał mu tradycyjny - a obecnie honorowy - tytuł "Sarduna" i przyjął go do Lokalnej Rady Zarządzającej Sokoto. W roku 1948 otrzymał stypendium na studia związane z administracją samorządową, które pobierać miał w Anglii. Ahmadu Bello przyjął stypendium, gdyż zamierzał poszerzyć swoją wiedzę o procesie zarządzania.

## Polityka nigeryjska
Po powrocie z Wielkiej Brytanii, Ahmadu Bello został mianowany delegatem prowincji Sokoto do regionalnego Zgromadzenia. Na forum Zgromadzenia zabierał on głos w obronie interesów terytoriów północnych i zawarł porozumienie z naczelnymi reprezentantami północnych emiratów: Kano oraz Bornu. W rezultacie pierwszych wyborów w Północnej Nigerii, przeprowadzonych w 1952 roku, uzyskał mandat w Zgromadzeniu Północnym. Został jednocześnie członkiem regionalnej Rady Wykonawczej oraz ministrem pracy. Kolejno piastował stanowiska: ministra pracy, ministra rządu lokalnego oraz ministra rozwoju społeczności w Północnej Nigerii.
W roku 1954 Bello został pierwszym premierem Północnej Nigerii. Podczas wyborów niepodległościowych w 1959 r. Bello poprowadził Północny Kongres Ludowy (NPC) do zdobycia większości miejsc w parlamencie. NPC ubiegał się o zawarcie koalicji z Narodową Radą Nigerii i Kamerunu (National Council of Nigeria and the Cameroons) pod przewodnictwem dra Nnamdi Azikiwe. Połączone stronnictwa utworzyły pierwszy krajowy, federalny rząd, który doprowadził Nigerię do uzyskania niepodległości od Wielkiej Brytanii. W trakcie tworzenia niezawisłego rządu federalnego w roku 1960, Bello jako przywódca NPC, pozostał na stanowisku premiera Północnej Nigerii, a funkcję premiera Federacji przekazał zastępcy przywódcy partii NPC - Abubakarowi Tafawie Balewie.
Najdonioślejsze osiągnięcie Ahmadu Bello stanowiła modernizacja i unifikacja różnorodnych, odrębnych ludów północnej Nigerii. Premier został zamordowany w trakcie przewrotu wojskowego w styczniu 1966 r., który zakończył się obaleniem pierwszego rządu niepodległej Nigerii. Aż do zamachu stanu Ahmadu Bello piastował urząd premiera Północnej Nigerii.
Na jego cześć uniwersytet w mieście Zaria nazwano jego imieniem. Podobizna Ahmadu Bello widnieje ponadto na banknocie o nominale 200 naira (waluta nigeryjska). Ahmadu Bello pozostawił po sobie jedno dziecko.